# Edward Urban Kmiec
Edward Urban Kmiec (Trenton, 4 de junho de 1936 - Buffalo, 11 de julho de 2020) - bispo católico americano de origem polonesa. Bispo Auxiliar da Diocese de Trenton (1982–1994), Bispo Diocesano da Diocese de Nashville (1992–2004), Bispo Diocesano da Diocese de Buffalo (2004–2012), desde 2012 Bispo Sênior.
Ele nasceu em Trenton, Nova Jersey, filho de poloneses, Tekla (née Czupta) e Jan Kmiec, que imigraram para os Estados Unidos antes da Primeira Guerra Mundial. Ingressou no seminário teológico de Baltimore, de onde foi enviado para estudar teologia na Universidade Gregoriana de Roma. Foi ordenado sacerdote em 1961 na Basílica de S. Pedro no Vaticano.
O Papa João Paulo II o nomeou Bispo Auxiliar de Trenton e Bispo Titular de Simidicca em 26 de agosto de 1982. O bispo de Trenton, John Charles Reiss, o consagrou bispo em 3 de novembro do mesmo ano; Co-consagradores foram George William Ahr, ex-bispo de Trenton, e James John Hogan, bispo de Altoona-Johnstown.
Ele foi nomeado bispo de Nashville em 13 de outubro de 1992 e foi empossado em 3 de dezembro daquele ano. Foi nomeado Bispo de Buffalo em 12 de agosto de 2004 e foi empossado em 28 de outubro daquele ano. Em 29 de maio de 2012, o Papa Bento XVI acatou a demissão de Edward Urban Kmiec por motivos de idade.
Foi membro da John Paul II Foundation, Canon Law Society of America, e membro da Conferência Episcopal dos Estados Unidos e da Conferência Regional de Nova Jersey. Com uma família polonesa, ele esteve envolvido na Assistência Religiosa da Liga Católica à Polônia em Chicago, na Fundação Kosciuszko, no Instituto Polonês de Artes e Ciências da América (P.I.A.S.A.), no Congresso Americano Polonês (P.A.C.) em Bricktown (NJ).
Kmiec foi Grande Oficial da Ordem do Santo Sepulcro de Jerusalém.
Morreu aos 84 anos. Ele foi enterrado na cripta do bispo na catedral de St. José em Búfalo.